# Саут Бич
Саут Бич (енгл. South Beach) је телевизијска драма која је емитована од 11. јануара до 22. фебруара 2006. године на Ју-Пи-Ен-у. Аутор серије је Мет Сирулњик, а један од извршних продуцента је певачица и глумица Џенифер Лопез. Серија је заузела 152. место на Нилсен ТВ ранг листи 2005/6. Отказана је након осам епизода. Серију је произвела Парамаунт телевизија.
Није планирано издавање ДВД-а и/или блу-реј диска Саут Бич.

## Радња
Винкент и Мет су два пријатеља из Бруклина који се одлучују преселити у гламурозни Саут Бич како би потражили бољу будућност. Винкент има за циљ да се састане са предивним женама и да напредује на било који начин, док Мет наводно жели само да заради довољно новца да се врати на универзитет, јер му је отац упропастио факултетски фонд. Међутим, како се испоставило, Мет има и других разлога за одлазак у Саут Бич.
Неколико година раније, Мет се забављао са Аријел, али је раскинуо са њом како не би ометао њене снове да постане суперзвезда; манекен и послао ју је у Мајами. Она је тамо упознала, и заљубила се, у Алекса Бауера, младог менаџера Ноктурнала, најновијег ноћног клуба Саут Бича, који се налази у блиставом хотелу Солеил, где манекенке, славне личности и други чланови богатих и славних редовно бораве у Саут Бичу. Хотел Солеил је у власништву Алексине мајке Елизабете, паметне пословне жене која верује да је њен син слаб и неспособан за посао. Поврх тога, чини се да Елизабета има склоност за забављањем са млађим мушкарцима који су година њеног сина.
Метов долазак у Саут Бич изазвао је нeсугласице са Алексом, који је љубоморан на његову претходну везу са Аријел. Елизабета није поправила њихов однос када је запослила Мета у хотелу Солеил (на тај начин омогућила је њему и Аријел да се често виђају). Врхунац је била свађa између Алекса и Мета у Ноктурналу; међутим, Алекс се на крају извинио Аријел због свађе, а Мет је пристао да поштује њихов однос.
У међувремену, Винкент се првобитно запослио у хотелу Солеил као „дечко за мазање" жена које су сунчале поред базена. Међутим, убрзо је постао телохранитељ сумњивог Роберта Фуентеса, инвеститора хотела који је повезан са подземљем Мајамија и планира да их искористи за бољу контролу пословања хотела. Фуентес већ неко време врши притисак на Елизабету да отвори коцкарницу у хотелу Солеил, али она га непрестано одбија.
Мет и Винкент су дошли у Саут Бич како би променили свој досадан живот. Једно је сигурно: њихов живот више никада неће бити исти.

## Оцене и критике
Као и Секс, љубав и тајне 2005. године, Саут Бич критичари нису прихватили. Мајами хералд је изјавио: „Канибализам је једино што недостаје." Вашингтон пост је серију описао као празну и бесмислену. Сијетл тајмс је рекао „Дијалог је ужасан, креће се од клишеа, (Не желим да радим у ресторану свог ујака остатак мог живота")цитата, (Прво добијате новац, затим добијате моћ, а затим жене") до пласмана производа (Да ли неко има Ред бул?").
Серија је била једна од најниже оцењених на телевизији. Заузела је 152. место од 156 оригиналних серија произведених за телевизијску мрежу у сезони 2005-2006.
Саут Бич је отказан када је објављено да је нова Даблју-Би хибридна мрежа, Си-Даблју, није обновио додатне сезоне.

## Улоге
Главне
- Мет Еванс (Маркус Колома)[1] - главни лик серије. Пореклом из Бруклина, сели се у Саут Бич са својим најбољим пријатељем Винкентом у потрази за бољим економским могућностима, као и да провери своју бившу девојку, Аријел Касту.
- Аријел „Ари" Каста (Одет Анабл)[1] - манекен у Саут Бичу, Метова бивша девојка. После селидбе у Мајами, заљубила се у Алекса Бауера, али и даље осећа нешто према Мету.
- Алекс Бауер (Ли Томпсон Јанг)[3] - менаџер најновијег ноћног клуба Саут Бича, Аријелин дечко. Веома је сумњичав према Мету, јер осећа да он покушава да обнови своју везу са Аријел, а такође има напете односе са мајком Елизабетом, која сматра да њен син није у стању правилно да води посао.
- Винкент (Крис Џонсон)[1] - Метов најбољи пријатељ који се сели са њим у Саут Бич. Винкент тражи лепе жене са којима би могао провести ноћ. Ангажован је да ради за Роберта Фуентеса након што последњи примети његову способност, поузданост и верност.
- Роберт Фуентес (Ђанкарло Еспозито)[1] - кубанско-амерички гангстер са легитимним пословним интересима; инвеститор је у хотелу Солеил. Унајмљује Винкента као његовог запосленог. Фуентес је тајанствени верник који види духове као своје утицаје. Он је члан организованог криминала, али је, ипак, сентиментално везан за упаљач који му је дао његов деда.
- Елизабета Бауер (Ванеса Л. Вилијамс)[1] - власница блиставог хотела Солеил, у Саут Бичу, и Алексова мајка. Она верује да је Алекс слаб и несвестан начина на који функционише пословни свет.

Чести гости
- Бриана (Ејдријен Палики)[1] - плавокоса манекенка који сања да се прослави у свету моде. Она је Аријелова најбоља пријатељица. Била је у вези са Винкентијем, који за њу верује да је „та" права[2].
- Меги Марфи (Меган Ори)[3] - ватрена конобарица, са анђеоским гласом, у хотелу Солеил. Алексова бивша девојка, недавно је била у вези са Метом[3], на Аријелину жалост.

Специјални гости
- Ел Гереро (репер Питбул)[3]

## Епизоде
| Број | Наслов                             | Режирао                                    | Написао                                                                                         | Оригинални датум емитовања |
| ---- | ---------------------------------- | ------------------------------------------ | ----------------------------------------------------------------------------------------------- | -------------------------- |
| 12   | ПилотНисам твоја беба              | Џејсон Енслер (део 1)Дарнел Мартин (део 2) | Телевизијска драма: Мет Сирулњик и Филип Левенс Прича: Мет Сирулњик (део 1)Филип Левенс (део 2) | 11. јануар 2006.           |
| 3    | Желим шта ми долази                | Петер Медак                                | Скот Каофер                                                                                     | 18. јануар 2006.           |
| 4    | Сваки дан изнад земље је добар дан | Џејсон Енслер                              | Питер Хјум                                                                                      | 25. јануар 2006.           |
| 5    | Коме верујете?                     | Тим Хантер                                 | Дерик Мартини и Стивен Мартини                                                                  | 1. фебруар 2006.           |
| 6    | Урадићу оно што желим              | Витни Рансик                               | Антоанета Стела                                                                                 | 8. фебруар 2006.           |
| 7    | Скејтбординг                       | Дејвид Џексон                              | Мелоди Фокс                                                                                     | 15. фебруар 2006.          |
| 8    | Изгледало је као нечија ноћна мора | Витни Рансик                               | Телевизијска драма: Адам Гиадрон Прича: Питер Хјум                                              | 22. фебруар 2006.          |

## Интервју
- Crean, Ellen (11. 1. 2006). „Vanessa Williams Goes 'South'”. CBS News. Приступљено 27. 9. 2019.